# 什韋伊基夫
49°8′53″N 25°9′43″E / 49.14806°N 25.16194°E
什韋伊基夫（烏克蘭語：Швейків）是位於烏克蘭西部特諾皮爾州裏喬爾特基夫區的村莊，始建於1470年，面積5.34平方公里，2001年人口787，人口密度每平方公里147.5人。